# Madhuca penangiana
Espèce
Statut de conservation UICN

 CD  : Dépendant de la conservation
(appellation d’avant 2001)
Classification phylogénétique
Madhuca penangiana est une espèce de plantes à fleurs de la famille des Sapotaceae. C'est grand arbre de canopée endémique à la Malaisie péninsulaire.

## Répartition
Endémique aux forêts primaires entre 150 et 1000 mètres du Perak, du Kedah et de Penang.

## Conservation
Espèce préservée dans des réserves forestières.